# Ángela Becerra Acevedo
Ángela Becerra Acevedo (Cali, Colòmbia, 17 de juliol de 1957) és una escriptora colombiana, guanyadora del del XXIV Premi Fernando Lara de Novela en 2019, del Premi Planeta-Casa de América 2009, del Premi Azorín 2005 i de quatre Latin Literary Award de Chicago.

## Obres
- Poemari Alma Abierta, 2001[2]
- Novel·la De Los Amores Negados, 2004[3]
- Novel·la El Penúltimo Sueño, 2005
- Novel·la Lo que le falta al tiempo, 2007
- Alma abierta y otros poemas, 2008
- Amor con A, 2008
- Novel·la Ella que todo lo tuvo, 2009[4]
- Novel·la Memorias de un sinvergüenza de siete suelas, 2013
- Novel·la Algún día, hoy, 2019[5]

## Premis
- Latin Literary Award 2004 de la BookExpo America (BEA), dins la categoria de Millor Novel·la de Sentiments, per De Los Amores Negados.
- Premi Azorín de novel·la 2005 per El Penúltimo Sueño.[6]
- Latin Literary Award 2005 de la BookExpo América (BEA), dins la categoria de Millor Novel·la de Sentiments per El Penúltimo Sueño.
- Premi a Millor Llibre Colombià de Ficció 2005 per El Penúltimo Sueño.
- Latin Literary Award 2008, de la BookExpo América (BEA), dins dos categories: Millor Novel·la de Misteri i Millor Novel·la de Sentiments per Lo que le falta al tiempo.
- Premio Planeta-Casa de América 2009 per Ella que todo lo tuvo.[4]
- Premi Fernando Lara 2019 per Algún día, hoy.[5]